# Liste des produits impliqués dans l'incendie de l'usine Lubrizol à Rouen
Cet article porte sur la liste des produits impliqués dans l’incendie de l’usine Lubrizol à Rouen (soit au total, c'est-à-dire sur le site Lubrizol et dans l'entrepôt voisin de Logistique Normandie, selon l'Institut national de l'environnement industriel et des risques (INERIS), « 617 références différentes » de produits « Lubrizol » pour un tonnage de 9 419 tonnes) et les conditions qui ont amené la préfecture de Seine-Maritime à la publier le 1er octobre 2019.

## Événements antérieurs à la publication

### Instruction du 6 novembre 2017
Après les attentats du 13 novembre 2015, la réglementation des installations classées s'est durcie. L'instruction du gouvernement du 6 novembre 2017 relative à « la mise à disposition et aux conditions d’accès des informations potentiellement sensibles pouvant faciliter la commission d’actes de malveillance dans les installations classées pour la protection de l’environnement » réaffirme l’importance de ne pas restreindre la diffusion et l’accès aux informations utiles pour l’information du public et ne présentant aucun caractère sensible vis-à-vis de la sûreté, mais restreint la diffusion d’informations sensibles. Le caractère sensible vis-à-vis de la sûreté est défini comme la potentialité à faciliter la commission d’actes de malveillance. Des modalités peuvent être prévues pour permettre la consultation de tels documents par des personnes justifiant d’un intérêt à être informées.
Dans le cadre de la préparation de cette instruction, l’association Robin des Bois avait dénoncé son contenu qu’elle considérait comme une régression. Elle était favorable dans les circonstances du moment à ce que les plans précis des usines avec l’emplacement des bacs, stockages, rétentions contenant des substances dangereuses pour la santé humaine et l’environnement ne fassent pas l’objet d'une communication sur Internet mais réaffirmait la nécessité, conformément à l’article L125-2 du code de l'environnement, « d’informer loyalement les populations permanentes ou temporaires sur les substances dangereuses et les risques auxquels elles sont exposées en fonctionnement normal, en fonctionnement dégradé et en situations accidentelles »,,.

### Demandes à la suite de l'incendie du 26 septembre 2019
À la suite de l’incendie du 26 septembre 2019, l’association Robin des Bois confirme son point de vue et demande aux pouvoirs publics de « révéler l’inventaire qualitatif et quantitatif des substances, produits et déchets présents sur le site.». Cette demande est également exprimée par d’autres intervenants.
Le 30 septembre, Corinne Lepage saisit ainsi la justice, déposant pour l'association Respire et cent citoyens, avec un référé constat devant le tribunal administratif de Rouen. Cette procédure d'urgence permet, selon elle, « d'avoir des informations contradictoires dans un délai très court ». Les informations du préfet ne sont pas partiales, mais « elles nous semblent partielles » précise-t-elle.

### Première liste (non officielle)
Devant la non-publication par la préfecture, l’association Robin des Bois publie le 30 septembre 2019 une liste « parcellaire » produite à partir de données ouvertes (site internet de la DREAL notamment), citant : « le pentasulfure de phosphore (considéré comme précurseur d'armes chimiques) et d'acide dithiophosphorique, di-alkyl dithiophosphates de zinc (DATP ou ZDDP) et ses substances intermédiaires, additifs détergents et dispersants, acide chlorhydrique et sous-produits chlorés dont du dioxyde de chlore et des chlorures de soufre, solvants divers notamment éthylhexanol, hydrocarbures simples, hydrocarbures sulfurés, hydrocarbures azotés, hydrocarbures phosphorés, soude ou potasse caustique, substances ou mélanges non nommés dégageant des gaz toxiques au contact de l’eau, diverses substances toxiques pour les organismes aquatiques, sources radioactives scellées, amiante ».
Le 26 septembre, à propos du pentasulfure de phosphore, une molécule nocive en cas d’ingestion, par inhalation et très toxique pour les organismes aquatiques et classée par le référentiel Sigma-Aldrich comme matière qui dégage des gaz inflammables et toxique au contact de l’eau, le préfet précise que « les stocks de pentasulfure ont été déplacés en début d’incendie et mis à l’abri ». Une source syndicale CFDT du site Lubrizol Rouen confirme que « les salariés ont déplacé les containers de pentasulfure en début d’incendie. Ils ont eu la présence d’esprit d’agir très vite, c’était très important que ce produit ne se trouve pas incendié. Ils ont fait la démonstration de leur haut niveau de professionnalisme ».
Au moment de l'incendie, la « fiche de l'établissement » sur le site de la DREAL-Normandie mentionne aussi la présence d'une petite quantité (un litre) de « polychlorobiphényles, …terphényles » (dont on ne sait pas — dans les semaines qui suivent — s'ils ont brûlé).

### Publication de documents officiels (1eroctobre 2019)
Le 30 septembre 2019, le Premier ministre Édouard Philippe promet toute la transparence, assurant que « le gouvernement est mobilisé […] pour déterminer les causes du sinistre et dire quelles sont les conséquences de ce sinistre ». Dans la continuité de cette intervention, le préfet de Seine-Maritime met en ligne le 1er octobre 2019 une  liste des produits présents dans l’entrepôt Lubrizol de Rouen au moment de l'incendie.

## Liste des produits impliqués dans l'incendie communiquée le1eroctobre 2019

### Contenu des documents mis à la disposition du public
Divers documents sont mis à disposition par la préfecture, tels que communiqués par l’exploitant, :
- un tableau de synthèse des produits détruits par l’incendie (classés par type d’usage) : 5 253 tonnes au total selon ce document ;
- un tableau exhaustif des substances impliquées dans l’incendie, mentionnant pour chacune des références des produits les quantités présentes impliquées dans l’incendie ainsi que les catégories de danger associées : 5 262 tonnes au total selon ce document ;
- un tableau des dix produits présents dans l'entrepôt A5, en plus grande quantité[12] ;
- un tableau des produits détruits dans l’incendie (classés par type d’usage) ;
- 479 fiches de sécurité (FDS) correspondant aux produits qui ont potentiellement été exposés au feu, à la chaleur ou aux produits d'extinction.

### Tableau des dix produits présents dans l'entrepôt A5
| Référence produit | Quantité (kg) | Noms des substances composant le produit | Classes de danger |
| ----------------- | ------------- | --- | --- |
| 7077\             | 129 996       | Distillates (petroleum), hydrotreated light paraffinic (Distilats paraffiniques légers (de pétrole), hydrotraités (no CAS 64742-55-8) ; il s'agit d'une combinaison complexe d'hydrocarbures issue d'une fraction pétrolière hydrotraitée par de l'hydrogène en présence d'un catalyseur. Ces molécules d'huiles ont un nombre de carbones compris entre 15 et 30 (C15 à C30) et le produit fini contient une part relativement importante d'hydrocarbures saturés.) | Asp. Tox. 1 ; H304 |
| 7077P\            | 127 300       | Distillates (petroleum), hydrotreated light paraffinic (Distilats paraffiniques légers (de pétrole), hydrotraités (no CAS 64742-55-8) | Asp. Tox. 1 ; H304 |
| 7418A\            | 117 598       | Distillates (petroleum), hydrotreated heavy paraffinic (Distillats parafiniques lourds (de pétrole), hydrotraités (no CAS 64742-54-7) ; il s'agit d'une combinaison complexe d'hydrocarbures issue d'une fraction pétrolière hydrotraitée par de l'hydrogène en présence d'un catalyseur. Ces molécules d'huiles ont un nombre de carbones compris entre 20 et 50 (C20 à C50) et le produit fini contient une part relativement importante d'hydrocarbures saturés.) | Asp. Tox. 1 ; H304 |
| 7418A\            | 117 598       | 2,6-Di-tert-butyl-p-cresol | Aquatic Acute 1 ; H400 Aquatic Chronic 1 ; H410 |
| 21303A\           | 95 322        | Mineral oil (Huile minérale ; no CAS 8012–95–1) | Asp. Tox. 1 ; H304 |
| 21303A\           | 95 322        | Reaction products of Benzeneamine, N-phenyl- with nonene (branched) (Antioxydants utilisés par l'industrie pétrolière (numéro CE : 253-249-4)) | Aquatic Chronic 4 ; H413 |
| 21303A\           | 95 322        | Calcium branched alkyl phenate sulphide (overbased) | Aquatic Chronic 4 ; H413 |
| 21303A\           | 95 322        | Zinc O,O,O',O'-tetrakis(1,3-dimethylbutyl) bis(phosphorodithioate), de formule C24H52O4P2S4Zn, de masse molaire égale à 660,284 g/mol ; aussi nommé zinc bis(4-methylpentan-2-yloxy)-sulfanylidene-sulfido-l5-phosphane (avec de nombreux autres synonymes) (no CAS 2215-35-2) | Eye Dam. 1 ; H318 Skin Corr. 2 ; H315 Aquatic Chronic 2 ; H411                                                                                                  |
| 21303A\           | 95 322        | Phosphorodithioic acid, mixed O,O-bis(1,3-dimethylbutyl and iso-Pr)esters, zinc salts | Eye Dam. 1 ; H318 Skin Corr. 2 ; H315 Aquatic Chronic 2 ; H411                                                                                                  |
| 21303A\           | 95 322        | Phenol, dodecyl-, branched | Eye Dam. 1 ; H318 Skin Corr. 1C ; H314 Aquatic Chronic 1 ; H410 Aquatic Acute 1 ; H400 Repr. 1B ; H360F                                                         |
| 8405A\            | 89 970        | Mineral oil (Huile minérale ; no CAS 8012–95–1) | Asp. Tox. 1 ; H304 |
| 9990A\            | 84 072        | Mineral oil (Huile minérale ; no CAS 8012–95–1) | Asp. Tox. 1 ; H304 |
| 9990A\            | 84 072        | Zinc bis[O,O-bis(2-ethylhexyl)] bis(dithiophosphate) | Eye Dam. 1 ; H318 Aquatic Chronic 2 ; H411 |
| 9990A\            | 84 072        | C14-18 alpha-olefin epoxide, reaction products with boric acid | Skin Sens. 1B ; H317 |
| 9990A\            | 84 072        | Triphenylphosphine | Eye Irrit. 2 ; H319 Skin Irrit. 2 ; H315 Aquatic Acute 1 ; H400 Aquatic Chronic 1 ; H410 Skin Sens. 1 ; H317 Acute Tox. 4 ; H302                                |
| 9990A\            | 84 072        | ++ O,O,O-triphenyl phosphorothioate | Repr. 2 ; H361fd |
| CV2307\           | 79 483        | Mineral oil (Huile minérale ; no CAS 8012–95–1) | Asp. Tox. 1 ; H304 |
| CV2307\           | 79 483        | Phosphorodithioic acid, mixed O,O-bis(1,3-dimethylbutyl and iso-Pr)esters, zinc salts | Eye Dam. 1 ; H318 Skin Corr. 2 ; H315 Aquatic Chronic 2 ; H411                                                                                                  |
| CV2307\           | 79 483        | Calcium branched alkyl phenate sulphide | Aquatic Chronic 4 ; H413 |
| CV2307\           | 79 483        | Calcium branched alkyl phenate sulphide (overbased) | Aquatic Chronic 4 ; H413 |
| CV2307\           | 79 483        | Reaction products of Benzeneamine, N-phenyl- with nonene (branched) | Aquatic Chronic 4 ; H413 |
| CV2307\           | 79 483        | Produits de réaction de l'acide benzènesulfonique, mono-C20-24 (even)-sec-alkyl derivs. para-, calcium salts | Skin Sens. 1B ; H317 |
| CV2307\           | 79 483        | Phenol, dodecyl-, branched | Eye Dam. 1 ; H318 Skin Corr. 1C ; H314 Aquatic Chronic 1 ; H410 Aquatic Acute 1 ; H400 Repr. 1B ; H360F                                                         |
| CV2307\           | 79 483        | ++ O,O,O-triphenyl phosphorothioate | Repr. 2 ; H361fd |
| 5239T\            | 77 688        | Phosphorodithioic acid, mixed O,O-bis(iso-Bu and pentyl) esters, zinc salts | Eye Dam. 1 ; H318 Skin Corr. 2 ; H315 Aquatic Chronic 2 ; H411                                                                                                  |
| 5239T\            | 77 688        | Reaction products of diphosphorus pentaoxide and alcohol C7-9-iso, C8 rich, salted with 2-ethylhexylamine | Eye Dam. 1 ; H318 |
| 5239T\            | 77 688        | 2-(C12-rich-branched olefins from propene oligomerization)-1,4-butanedioic acid | Eye Dam. 1 ; H318 Skin Corr. 2 ; H315 |
| 1047U\            | 68 083        | Polysulfides, di-tert-Bu | Skin Sens. 1B ; H317 Aquatic Chronic 3 ; H412 |
| 1047U\            | 68 083        | Reaction products of 4-methyl-2-pentanol and diphosphorus pentasulfide, propoxylated, esterified with diphosphorus pentaoxide, and salted by amines, C12-14- tert-alkyl | Eye Dam. 1 ; H318 Acute Tox. 4 ; H302 Skin Sens. 1B ; H317 Aquatic Chronic 2 ; H411                                                                             |
| 1047U\            | 68 083        | 1,3,4-Thiadiazolidine-2,5-dithione, reaction products with hydrogen peroxide and tert-nonanethiol | Aquatic Chronic 3 ; H412 |
| 1047U\            | 68 083        | (Z)-N-9-octadecenylpropane-1,3-diamine | Eye Dam. 1 ; H318 Skin Corr. 1B ; H314 Aquatic Acute 1 ; H400 Aquatic Chronic 1 ; H410 Acute Tox. 4 ; H302 STOT RE 1 ; H372                                     |
| 1047U\            | 68 083        | (Z)-octadec-9-enylamine, C16-18-(even numbered, saturated and unsaturated)-alkylamine | Eye Dam. 1 ; H318 Aquatic Acute 1 ; H400 Aquatic Chronic 1 ; H410 Asp. Tox. 1 ; H304 Skin Corr. 1B ; H314 STOT RE 2 ; H373 STOT SE 3 ; H335 Acute Tox. 4 ; H302 |
| A99\              | 64 416        | Reaction products of 4-methyl-2-pentanol and diphosphorus pentasulfide, propoxylated, esterified with diphosphorus pentaoxide, and salted by amines, C12-14- tert-alkyl | Eye Dam. 1 ; H318 Acute Tox. 4 ; H302 Skin Sens. 1B ; H317 Aquatic Chronic 2 ; H411                                                                             |
| A99\              | 64 416        | (Z)-octadec-9-enylamine, C16-18-(even numbered, saturated and unsaturated)-alkylamines | Eye Dam. 1 ; H318 Aquatic Acute 1 ; H400 Aquatic Chronic 1 ; H410 Asp. Tox. 1 ; H304 Skin Corr. 1B ; H314 STOT RE 2 ; H373 STOT SE 3 ; H335 Acute Tox. 4 ; H302 |
| A99\              | 64 416        | Reaction product of 1,3,4-thiadiazolidine-2,5-dithione, formaldehyde and phenol, heptyl derivs. | Eye Dam. 1 ; H318 Skin Corr. 2 ; H315 Skin Sens. 1B ; H317 Aquatic Chronic 3 ; H412                                                                             |
| A99\              | 64 416        | Phenol, heptyl derivatives | Eye Dam. 1 ; H318 Acute Tox. 4 ; H302 Skin Corr. 1C ; H314 Skin Sens. 1B ; H317 Aquatic Acute 1 ; H400 Aquatic Chronic 1 ; H410                                 |

### Produits chimiques présents dans les principaux additifs multiusage, dans l'entrepôt interne à l'usine Lubrizol de Rouen lors de l'incendie du26 septembre 2019
Source.
| Type de produit                        | Proportion (%) | Quantité (t) |
| -------------------------------------- | -------------- | ------------ |
| Produits finis : additifs multi-usages | 62,88          | 3 308        |
| Améliorant de viscosité                | 13,53          | 711          |
| Dispersant                             | 4,21           | 221          |
| Huile vierge                           | 4,18           | 219          |
| Détergent                              | 3,99           | 209          |
| Additif anti-usure                     | 3,54           | 186          |
| Additif pour carburant diesel          | 2,47           | 129          |
| Abaisseur du point de congélation      | 2,24           | 117          |
| Additif pour le travail des métaux     | 1,06           | 55           |
| Additif pour réduction des frottements | 0,60           | 30           |
| Solvant                                | 0,51           | 27           |
| Autres                                 | 0,48           | 25           |
| Additif anti-corrosion                 | 0,31           | 16           |

### Répartition des produits chimiques contenus dans les principaux additifs multiusages présents dans l'entrepôt Lubrizol de Rouen au moment de l'incendie du26 septembre 2019
Source.
| Produit                                                                   | Proportion (%) |
| ------------------------------------------------------------------------- | -------------- |
| Huile minérale (Mineral oil)                                              | 44             |
| Sulfure d'oléfine (Olefin sulfide)                                        | 17             |
| Copolymère de méthacrylate (Methacrylate copolymer)                       | 7              |
| Polymère d'hydrocarbure (Hydrocarbon polymer)                             | 6              |
| Alkyldithiophosphate de zinc (Zinc alkyldithiophosphate)                  | 6              |
| Polyoléfine amide alcénamine (Polyolefin amide alkeneamine)               | 4              |
| Sulfonate de calcium (Calcium sulfonate)                                  | 3              |
| Éthylène-propylène (Ethylene-propylene polymer)                           | 3              |
| Ester d'acide phosphorique/sel d'amine (Phosphoric acid ester/amine salt) | 3              |
| Ester carboxylique (Carboxylic ester)                                     | 3              |
| Polyoléfine amidealcénamine (Polyolefin amidealkeneamine)                 | 2              |
| Sulfure d'alkylphénol de calcium (Calcium alkyl phenol sulfide)           | 1              |
| Alkylphénol (Alkylated phenol)                                            | 1              |

## Autres produits (site voisin de Normandie Logistique)
Le site de la préfecture fait savoir que d'autres produits sont susceptibles d’avoir simultanément brûlé, dans les entrepôts voisins, de Normandie Logistique (site non-classé Seveso, où trois hangars jouxtant, à l'ouest, le site Lubrizol, contenaient 9 050 tonnes de marchandises ; l'un a entièrement brûlé et deux partiellement. Le préfet a décrit ce site, créé en 1947 un peu comme « ce qu’on appelait avant des « magasins généraux » : vous y trouvez aussi bien de la gomme arabique [un émulsifiant] que de la bauxite pour faire de l’aluminium », ajoutant que  cette entreprise hébergeait aussi des produits « de chez Lubrizol » ; « Ils étaient là de manière déportée, avant d’être rapatriés sur le site de Lubrizol ». Il annonce qu'une enquête administrative déterminera si cette situation était « régulière ou pas ».
Contrairement à Lubrizol, l'entreprise Normandie Logistique n’a pas été capable (au 4 octobre 2019) de lister précisément les produits ayant brûlé et ni d'en préciser les quantités. Le 4 octobre, on sait que 4 157 tonnes de « produits Lubrizol » y étaient répartis dans les trois entrepôts.
Selon la préfecture, il s'agissait de « matières premières et des produits finis » et « selon les caractérisations transmises par l’exploitant, ces produits ne relèvent pas de la procédure d’autorisation ICPE », ce qui sera vérifié par l'enquête administrative.
S'ajoutent donc alors à l'inventaire précédent 12 700 fûts appartenant à Lubrizol, qui ont pu brûler avec 3 000 litres de gazole non-routier (combustible pour engins de manutention) et de 63,6 tonnes de bitumes, sans que l’on sache quelle part exactement de ces produits a brûlé.
Des associations environnementales réagissent, ne comprenant pas pourquoi Normandie Logistique n'a pas été incluse dans la zone Seveso pour la soumettre à des contrôles adéquats.

### Inventaire des stocks SCMT–NL Logistique - Synthèse au26 septembre 2019communiqués à la préfecture
Outre plusieurs chariots élévateurs (au gaz et électriques) garés dans le bâtiment n° 1, et 13 000 litres de gazole non routier destiné aux engins de manutention ; dans les bâtiments 1, 2 et 3 étaient stockées 4 157 tonnes de produits appartenant à Lubrizol, répartis en 12 700 fûts, et IBC, sous divers référencements).

#### Bâtiment 1
Il contenait :
- du papier : 350 t dans un local d'archives ;
- de la gomme d’acacia (Instantgum AA) : 120,7 t en conteneurs souples, stockées pour Nexira ; ce polysaccharide, sous forme de poudre, est utilisé comme additif alimentaire, produit par Nexira ; avec comme no CAS 9000-01-5 et comme numéro EINECS 232-519-5[20] ;
- un mélange de bitumes Altek ECO2B : 63,6 t (stockées en 2 544 colis de 25 kg), fourni par Total ; selon sa fiche de sécurité[21] ; ces bitumes proviennent de pétroles bruts traités et contiennent potentiellement des dérivés soufrés, des acides organiques, une faible proportion d'hydrocarbures aromatiques polycycliques (quelques parties par million ou ppm). Du sulfure d'hydrogène peut s'accumuler en surface dans les réservoirs contenant ce produit jusqu’à des concentrations potentiellement dangereuses[20] ;
- un mélange de bitume « Covrex H135-145 » : 2,25 t conditionné en 90 colis de 25 kg, également fourni par Total ; selon la fiche de sécurité[22], c'est un « bitume fortement oxydé », avec un indice de pénétrabilité supérieur à 2,0 ; obtenu par oxydation à l'air d'une charge bitumineuse, avec ou sans catalyseur, à 250 °C-300 °C. Issus du traitement de pétroles bruts, ils peuvent aussi contenir des dérivés soufrés, des acides organiques, et une faible proportion de HAP (quelques ppm)[20] ;
- un mélange de bitumes « Stelox 85/25 » : 9,6 t conditionnées (fournies par Total) ; selon la FDS[23], c'est aussi un « bitume fortement oxydé » avec un indice de pénétrabilité supérieur à 2,0, aux mêmes caractéristiques que le précédent[20] ;
- magnésie : 624 t réparties en 312 palettes[20] ;
- bauxite (minerai d’aluminium) : 648 t stockées dans 432 conteneurs souples[20].

#### Bâtiment 3
- Des produits non nommés : 792,15 t stockées pour Nexira dans 15 843 sacs[20].
- De la gomme guar, de la gomme arabique, de la myrrhe, de l'olibanum, etc. ; 82,1 t réparties en 91 palettes, stockées pour Starlight[20].
- Des produits non nommés : 1 489,6 t en 29 795 sacs, stockées pour Nexira[20].
- De la gomme arabique, de l'olibanum, des écorces de yohimbe, etc. : 216 t, en 197 palettes, stockées pour Starlight[20].
- Des mélanges de bitume Altek Eco²B : 63,6 t, en 2 544 colis de 25 kg, fournis par Total et stockés pour Total, issus de pétroles bruts et pouvant contenir des dérivés soufrés, des acides organiques et une faible quantité de HAP (quelques ppm). Du sulfure d'hydrogène peut s'accumuler en surface dans les réservoirs contenant ce produit jusqu’à des concentrations potentiellement dangereuses[21],[20].
- Produit non nommé : 414,25 t réparties en 8 285 sacs, stockées pour Nexira[20].

### Vidéographie
- Vue de l'usine Lubrizol-Rouen après l'incendie, France 3 Normandie, 28 septembre 2019.